# Sericania lewisi
Sericania lewisi är en skalbaggsart som beskrevs av Gilbert John Arrow 1913. Sericania lewisi ingår i släktet Sericania och familjen Melolonthidae. Inga underarter finns listade i Catalogue of Life.